# Ti loviš
Pour plus de détails, voir Fiche technique et Distribution.
Ti loviš (lit. Tu chasses) est un film policier slovène en noir et blanc réalisé par France Kosmač en 1961 .

## Synopsis
Alors qu'un groupe d'enfants est en vacances à la mer, un vol commis sur la plage les force à mener l'enquête. Après avoir cherché le coupable sans succès, ils finissent par tomber dessus par hasard. Avec l'aide de la police qu'ils ont prévenus, ils empêchent alors le voleur de  s'échapper. L'écart entre adultes et enfants s'estompe ainsi peu à peu,.

## Fiche technique
Sauf indication contraire, les informations mentionnées dans cette section peuvent être confirmées par la base de données cinématographiques IMDb,  présente dans la section « Liens externes ».
- Titre original : Ti loviš
- Titre anglais : Hide and Seek: The Tribe of the Lightfooted
- Réalisation : France Kosmač
- Scénario : Mia Kalan
- Musique : Lucijan Marija Škerjanc
- Photographie : France Cerar
- Son : Marjan Meglič
- Décors : Niko Matul
- Costumes : Mija Jarc
- Pays de production :  Yougoslavie
- Genre : Film policier
- Durée : 82 minutes

## Distribution
Sauf indication contraire, les informations mentionnées dans cette section peuvent être confirmées par la base de données cinématographiques IMDb,  présente dans la section « Liens externes ».
- France Presetnik : Le commandant
- Jure Remškar : Saša
- Natasa Remškar : Zlata
- Japec Jakopin : Matjažek
- Velimir Gjurin : Mišek
- Bard Oblak : Primož
- Miha Burger : Branko
- Jernej Pengov : Zorko
- Stane Starešinič : un ichtyologue
- Mila Kačič : l'épouse du commandant
- Janez Čuk